# Turbonilla mioperplicatulus
Turbonilla mioperplicatulus är en snäckart som beskrevs av Sacco 1892. Turbonilla mioperplicatulus ingår i släktet Turbonilla och familjen Pyramidellidae. Inga underarter finns listade i Catalogue of Life.